# El Centro (California)
El Centro es la capital del condado de Imperial en el estado estadounidense de California. En el año 2006 tenía una población de 40.563 habitantes y una densidad poblacional de 1,519.5 personas por km².

## Geografía
El Centro se encuentra ubicada en las coordenadas 32°47′31″N 115°33′47″O / 32.79194, -115.56306. Según la Oficina del Censo, la ciudad tiene un área total de 24,9 km² (9,6 mi²), de la cual 24,8 km² (9,6 mi²) es tierra y 0,1 km² (0 mi²) es agua.

## Demografía
Según la Oficina del Censo en 2000 los ingresos medios por hogar en la localidad eran de $33.161, y los ingresos medios por familia eran $36.910. Los hombres tenían unos ingresos medios de $36.753 frente a los $24.514 para las mujeres. La renta per cápita para la localidad era de $13.874. Alrededor del 22.8% de la población estaban por debajo del umbral de pobreza.

## Personajes ilustres
- En esta ciudad nació la cantante y actriz Cher, el 20 de mayo de 1946.
- El 31 de marzo de 1996, nació Sean Bennett, ciclista profesional.